# 維德拉尼齊亞
51°36′9″N 24°33′33″E / 51.60250°N 24.55917°E
維德拉尼齊亞（烏克蘭語：Видраниця），是烏克蘭的村落，位於該國西部沃倫州，由科韋利區負責管轄，始建於1879年，面積4.15平方公里，海拔高度157米，2001年人口1,553，人口密度每平方公里373.95人。